# Maonan
I maonan (in cinese:毛难族; in pinyin: máonán zú) sono un gruppo etnico facente parte dei 56 gruppi etnici riconosciuti ufficialmente dalla Repubblica popolare cinese. La popolazione totale si assesta sulle 105.000 persone, la maggior parte delle quali vive a nord della Regione Autonoma del Guangxi.
La lingua maonan appartiene al ramo linguistico kam-sui del ceppo tai-kadai. Solo metà dei componenti di questa etnia parla il maonan mentre l'altra metà usa il cinese o la lingua zhuang, a conferma dei legami dei maonan con l'etnia zhuang.
Fino alla dinastia Ming, il popolo maonan non appariva in nessun annale dell'Impero cinese e non vi sono documentazioni antiche relative a questa etnia. Dopo il periodo Ming, cominciarono a comparire le prime tracce di esponenti maonan, spesso trattati come schiavi da proprietari terrieri cinesi. La tradizione orale maonan racconta che i membri dell'etnia sono discendenti dei popoli che vissero nella provincia cinese di Hunan, i quali emigrarono poi verso Guangxi e si accasarono con le donne del luogo dando vita alla stirpe maonan. Altri appellativi frequenti nel corso della storia per questa etnia sono stati: lu, meng, wei e yan.
La maggioranza dei maonan sono politeisti. Venerano la divinità San Jie, considerata come un patriarca per l'intera comunità. Esiste un tempio dedicato a San Jie dove ogni anno viene sacrificata una mucca in suo onore, nel corso della cosiddetta "Festività del Tempio".